# Марио Фернандес
Марио Фигеира Фернандез (порт. Mário Figueira Fernandes, рус. Марио Фигейра Фернандез; Сао Каетано до Сул, 19. септембар 1990) професионални је натурализовани руски фудбалер бразилског порекла који игра на позицијама одбрамбеног играча.
Каријеру је започео у бразилском Гремиу из Порто Алегреа, а од 2012. игра за московски ЦСКА у Премијер лиги Русије.
У дресу сениорске репрезентације Русије дебитовао је у пријатељској утакмици против Јужне Кореје играној 7. октобра 2017. године. Био је део руског националног тима на Светском првенству 2018. чији је Русија била домаћин.

## Клупска каријера
Фудбалом је почео да се бави у екипи Сан каетана из родног града, тиму у ком је прошао све млађе категорије. Професионалну каријеру започиње у марту 2009. потписивањем првог професионалног уговора са екипом Гремија из Порто Алегреа. Уговор, у вредности од око 1 милиона америчких долара, је био потписан до 2014. године. За нови клуб дебитовао је 28. јуна 2009. против екипе Спорт Ресифе у Серији А. Током прве сезоне у дресу Гремија, Фернандез је одиграо 19 утакмица у националном првенству и захваљујући добрим играма скренуо је на себе пажњу бројних европских клубова.
У мају 2012. Фернандез одлази у Европу где потписује петогодишњи уговор са московским ЦСКА вредан 15 милиона евра. Током прве сезоне проведене у дресу московског тима одиграо је 28 утакмица, а сезону је окончао освајањем „дупле круне”, освојена је и титула у Премијер лиги и у Руском купу. Током утакмице купа против екипе Тјумења доживео је лакшу повреду лица, због чега је неколико недеља играо са заштитном маском. Дебитантску сезону у Руској премијер лиги окончао је на списку 33 најбоља играча. У екипу се вратио тек у 17. колу те сезоне у утакмици против московског Спартака (Армејци су победили са 1:0). Први погодак за ЦСКА постигао је 2. марта 2014. у утакмици осмине финале руског купа против екипе Сокола из Саратова. У сезони 2015/16. са Московљанима осваја трећу титулу првака Русије.
Крајем јуна 2017. потписује нови петогодишњи уговор са ЦСКА.

## Репрезентативна каријера
Први позив за наступ у дресу репрезентације Бразила Фернандез је добио у септембру 2011. за утакмицу „Суперкласика” против Аргентине, али је због, како је навео, „приватних проблема” одбио тај наступ. Дебитантски, а уједно и једини наступ у дресу Бразила, „уписао” је у пријатељској утакмици играној против Јапана 14. октобра 2014. године. У наредном периоду Фернандез се није одазивао на позиве за наступ у бразилској репрезентацији пошто је изјављивао да му је жеља да изгара за репрезентацију Русије.
Одлуком руског председника Владимира Путина од 13. јула 2016. Марију Фернандезу је додељено држављанство Руске Федерације. Дебитантски наступ у дресу репрезентације Русије имао је у пријатељској утакмици против Јужне Кореје играној 7. октобра 2017. (Руси су тај меч добили резултатом 4:2), а Фернандез је у тој утакмици ушао као замена за Александра Самедова у 64. минуту сусрета.
Почетком јуна 2018. селектор Станислав Черчесов уврстио је Фернандеза на коначни списак играча за Светско првенство 2018. чији је Русија домаћин. Већ на старту светског првенства одиграо је целу утакмицу против Саудијске Арабије коју су руски играчи добили са уверљивих 5:0.

## Успеси
ЦСКА Москва
- Руска Премијер лига (3): 2012/13, 2013/14. и 2015/16.
- Руски куп (1): 2012/13.
- Руски суперкуп (2): 2013, 2014.